# Руне Карлссон
Руне Карлссон (швед. Rune Carlsson, 1 жовтня 1909 — 14 вересня 1943) — шведський футболіст, що грав на позиції півзахисника.
Виступав, зокрема, за клуб «Ескільстуна», а також національну збірну Швеції.

## Клубна кар'єра
У дорослому футболі дебютував 1930 року виступами за команду клубу «Ескільстуна», кольори якої і захищав протягом усієї своєї кар'єри гравця, що тривала сім років. 

## Виступи за збірну
У 1930 році дебютував в офіційних матчах у складі національної збірної Швеції. Протягом кар'єри у національній команді, яка тривала 5 років, провів у її формі 7 матчів.
У складі збірної був учасником чемпіонату світу 1934 року в Італії.
Помер 14 вересня 1943 року на 34-му році життя.